# Rejon bagański
Rejon bagański (ros Баганский район) – rejon będący jednostką podziału administracyjnego rosyjskiego obwodu nowosybirskiego.

## Historia
Historia rejonu bagańskiego zaczyna się na początku XX wieku, gdy na terenie tym zaczęto osiedlać ludność pochodzącą z Białorusi, Ukrainy i centralnych guberni Imperium Rosyjskiego.  Wkrótce powstała tu wołost, a w latach 1919-1925 ziemie te podlegały pod jurysdykcję administracji obwodu omskiego, a następnie w wyniku kolejnych przekształceń w podziale Związku Radzieckiego parokrotnie zmieniały one swoją przynależność, m.in. w latach 1937-1944 należały wchodziły w skład Kraju Ałtajskiego. 13 sierpnia 1944 decyzją władz sowieckich obszar ten został włączony w granice obwodu nowosybirskiego, gdzie miał już pozostać. Oficjalnie rejon został powołany do życia 3 listopada 1965 roku jako rejon bagański.

## Charakterystyka
Rejon bagański położony jest w południowo-zachodniej części obwodu nowosybirskiego, w północnej części równiny kułundyńskiej, odległość do obwodowej stolicy Nowosybirska wynosi 450 kilometrów. Rejon rozciąga się z zachodu na wschód na odległość równą 103 kilometrów, a z północy na południe na odległość 60 kilometrów. Rejon bagański graniczy z Kazachstanem, a długość tej granicy wynosi 12,5 kilometrów. Miejscowa ludność żyje głównie z wytwarzania i przetwarzania przetworów rolnych, prawie połowa populacji rejonu znajduje zatrudnienie w rolnictwie. Jego obszar jest głównie płaski, stepowy, o raczej niskiej jakości gleb. Jedna trzecia powierzchni rejonu zajmowana jest przez ziemie uprawne. Cechą charakterystyczną jest występowanie sporej liczby jezior, z których jedno jest słonowodne. Rejon dysponuje połączeniem kolejowym z centrum regionu, dzięki Kolei Zachodniosyberyjskiej i trasie prowadzącej z miasta Omsk w kierunku Nowosybirska. Centrum administracyjnym jest Bagan. Łączna długość rejonowych dróg wynosi 382,5 kilometrów, z czego 202,8 kilometrów to drogi u utwardzonej nawierzchni. Na terenie rejonu działa 19 szkół, szpital rejonowy, centralna klinika, 30 przychodni medycznych, dom kultury oraz biblioteka rejonowa z 17 wiejskimi oddziałami. Działa tu też prawie 100 małych i średnich przedsiębiorstw. Rejon posiada własny herb oraz flagę, a ich użycie regulowane jest specjalną ustawą. Władze za specjalne zasługi przyznają też tytuł honorowego obywatela rejonu bagańskiego. Dziesięć osób zostało w ten sposób uhonorowanych.

## Demografia
Według danych z 2002 roku rejon bagański zamieszkany jest przez 35 narodowości, z których większość stanowią Rosjanie. Struktura populacji wyglądała w 2002 roku następująco:
- Rosjanie - 15 235 (82,5%)
- Niemcy - 1 928 (10,4%)
- Kazachowie -  501 (2,7%)
- Ukraińcy - 438 (2,4%)
- Białorusini - 56 (0,3%)
- Inne narodowości - 299 (1,6%)[2]